# Ghoghardiha
Ghoghardiha è una città dell'India di 14.523 abitanti, situata nel distretto di Madhubani, nello stato federato del Bihar. In base al numero di abitanti la città rientra nella classe IV (da 10.000 a 19.999 persone).

## Geografia fisica
La città è situata a 26° 16' 60 N e 86° 28' 0 E e ha un'altitudine di 58 m s.l.m..

## Società

### Evoluzione demografica
Al censimento del 2001 la popolazione di Ghoghardiha assommava a 14.523 persone, delle quali 7.474 maschi e 7.049 femmine. I bambini di età inferiore o uguale ai sei anni assommavano a 2.584, dei quali 1.324 maschi e 1.260 femmine. Infine, coloro che erano in grado di saper almeno leggere e scrivere erano 6.277, dei quali 3.967 maschi e 2.310 femmine.